# Amphiodia rossica
Amphiodia rossica är en ormstjärneart som beskrevs av Alexander Michailovitsch Djakonov 1935. Amphiodia rossica ingår i släktet Amphiodia och familjen trådormstjärnor. Inga underarter finns listade i Catalogue of Life.